# 奎琳岗圣安德肋堂
奎琳岗圣安德肋堂（義大利語：Sant'Andrea al Quirinale）是罗马一座天主教耶稣会聖堂，位于奎利那雷山。也是一間司鐸級樞機領銜聖堂。 
圣安德肋堂是罗马巴洛克建筑的重要范例，由济安·贝尼尼设计。贝尼尼在1658年接受潘菲利枢机的委托，到1661年聖堂建筑完成，但是内部装饰直到1670年才完成。
奎琳岗圣安德肋堂是罗马第三座耶稣会聖堂，仅次于耶稣堂和罗马圣依纳爵堂，供1566年成立的耶稣会初学院使用。贝尼尼认为这座聖堂是他最完美的作品之一，他的儿子 Domenico回忆说，在贝尼尼的晚年，花几个小时坐在里面，欣赏他取得的成就。

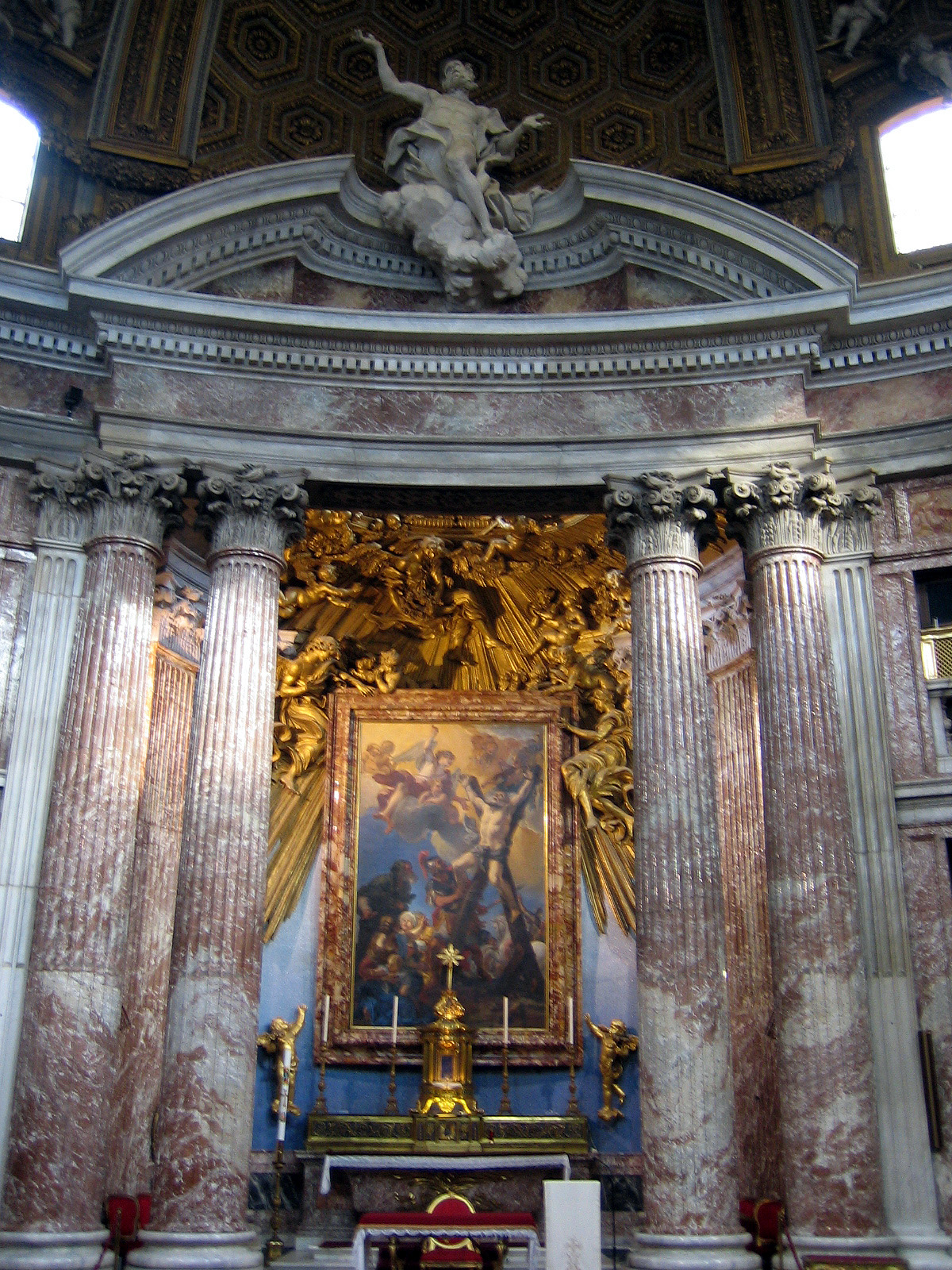
正祭台 - 圣安德肋殉教(1668)

(1)正门(2)圣方济各沙勿略小堂(3)苦難小堂(4)圣达尼老小堂(5)圣依纳爵罗耀拉小堂(6)正祭台(7)通往初学院及圣达尼老的房间